# Gidleigh Castle
Gidleigh Castle är ett slott i Storbritannien.   Det ligger i grevskapet Devon och riksdelen England, i den södra delen av landet, 280 km väster om huvudstaden London. Gidleigh Castle ligger 272 meter över havet.
Terrängen runt Gidleigh Castle är kuperad åt sydväst, men åt nordost är den platt. Runt Gidleigh Castle är det ganska tätbefolkat, med 75 invånare per kvadratkilometer. Närmaste större samhälle är Okehampton, 10,5 km nordväst om Gidleigh Castle. Trakten runt Gidleigh Castle består i huvudsak av gräsmarker.